# يوهان بلانك
يوهان بلانك (بالألمانية: Johannes Blank)‏ هو سباح ألماني، ولد في 17 أبريل 1904 في نورنبرغ في ألمانيا، وتوفي في 15 مارس 1983 في آنسباخ في ألمانيا.

## وصلات خارجية
- يوهان بلانك على موقع اللجنة الأولمبية الدولية (الإنجليزية)
- يوهان بلانك على موقع أوليمبيديا (الإنجليزية)